# Balzac au théâtre
Pour un article plus général, voir Honoré de Balzac.
Le théâtre n’est pas le moyen d’expression le plus naturel d’Honoré de Balzac, mais le genre dramatique est celui qui permet le plus rapidement de se faire de l’argent. Aussi l’endetté perpétuel voit-il dans l’écriture dramatique une source de revenu. Le 24 janvier 1823, sa toute première pièce, Le Nègre (une allusion à son travail harassant de nègre littéraire chez Lepoitevin) est refusée par le théâtre de la Gaîté à Paris. Pratiquement toutes ses tentatives suivantes seront vaines, ne resteront à l’affiche que quelques jours (L’École des ménages, en 1839), ou seront interdites (Vautrin, en 1840). Les Ressources de Quinola, créées au Théâtre de l'Odéon le 19 mars 1842, connaissent un échec cuisant, ce qui n’empêche pas Balzac de persévérer dans le genre avec Paméla Giraud (théâtre de la Gaîté), créée le 26 septembre 1843, et La Marâtre (Théâtre-Historique, le 25 mai 1848).
Cependant Mercadet le faiseur, comédie jouée le 24 avril 1851 après sa mort, obtient un certain succès. L’œuvre, étonnamment moderne, met en scène un spéculateur cynique et sympathique qui tire toujours son épingle du jeu dans les situations les plus périlleuses. Mais ce sont surtout les générations suivantes qui en ont apprécié les qualités : l’œuvre n’a jamais cessé d’être jouée depuis sa première représentation.
Et le type humain décrit par l’auteur de La Comédie humaine a donné naissance à un nouveau mot de la langue française : un « faiseur » selon la définition de Léo Lespès est « un homme qui crée trop, qui tente cent affaires sans en réussir une seule, et rend souvent la confiance publique victime de ses entraînements. En général, le faiseur n’est point un malhonnête homme ; la preuve en est facile à déduire ; c’est un homme de travail, d’activité et d’illusions ; il est plus dangereux que coupable, il se trompe le premier en trompant autrui ».
C’est au répertoire de la Comédie-Française qu’on trouve le plus grand nombre d’œuvres de Balzac, soit dans leur forme d’origine (Le Faiseur) soit sous forme d’adaptation de ses romans : Vautrin d’Émile Guiraud, en 1922, et surtout La Rabouilleuse d’Émile Fabre (1936) qui connaît de nombreuses reprises. En 1943, pour le centenaire de La Comédie humaine, Émile Fabre met en scène Vidocq chez Balzac, avec André Brunot dans le rôle du romancier.

## Représentations duFaiseur
- Comédie-Française, Paris :
  - sous le titre Le Faiseur : en 1868, 1890, 1899, 1918, 1993
  - sous le titre Mercadet le faiseur : en 1910
- Théâtre Sarah Bernhardt, Paris : Le Faiseur en 1945
- Théâtre de l'Atelier, Paris :
  - 1976-1977 : Le Faiseur dans une mise en scène de Jean Le Poulain
  - 15 mars 1940 : Le Faiseur de Simone Jollivet (d'après Honoré de Balzac) avec Charles Dullin, musique de Darius Milhaud
  - 1935-1936 : Le Faiseur
- Théâtre national populaire, Paris : idem, 1957
- Théâtre des Célestins, Lyon : Le Faiseur, 1995
- Théâtre Montparnasse, Paris : idem, 1996

## Adaptations de romans et pièces de théâtre de Balzac
- 2 juillet 1832 : Chabert, histoire contemporaine en 2 actes, mêlée de chant, avec Jacques Arago, Paris, théâtre du Vaudeville, Paris.
- 1832 : La Peau de chagrin ou Le Roman en action, théâtre de la Gaîté (Paris)
- 1833 : Le Lys dans la vallée, Théâtre-Français (Paris)
- 1834 : L’Ami Grandet, d’après Eugénie Grandet, théâtre du Vaudeville (Paris)
- 1835 : Le Père Goriot, théâtre des Variétés et la même année le 6 avril au théâtre du Vaudeville (Paris)
- 1835 : La Fille de l’avare, d’après Eugénie Grandet, théâtre du Gymnase-Dramatique (Paris)
- 1838 : César Birotteau, théâtre du Panthéon (Paris)
- 1842 : Les Ressources de Quinola, Théâtre de l'Odéon (Paris)
- 1843 :  Paméla Giraud, pièce en cinq actes, Théâtre de l'Odéon, reprise au théâtre de la Gaîté  cette même année, publiée en 1853
- 1849 : Madame Marneffe ou le Père prodigue, théâtre du Gymnase-Dramatique (Paris)
- 1851 : La Peau de chagrin, théâtre de l'Ambigu-Comique (Paris)
- 1867 : Les Treize, d’après Histoire des Treize, théâtre de la Gaîté (Paris)
- 1868 : Le Lys dans la vallée, Théâtre du Palais-Royal (Paris)
- 1873 : Le Cousin Pons, Théâtre Cluny (Paris)
- 1891 : Le Père Goriot, Théâtre-Libre (Paris)
- 1903 : La Rabouilleuse, Théâtre de l'Odéon (Paris)
- 1905 : La Cousine Bette, théâtre du Vaudeville (Paris)
- 1908 : L'Auberge rouge, théâtre Antoine (Paris)
- 1908 : Un épisode sous la Terreur, théâtre Mévisto (Paris)
- 1910 : César Birotteau, théâtre Antoine (Paris)
- 1910 : L’École des ménages, Théâtre de l'Odéon (Paris)
- 1911 : La Brebis perdue, d’après Le Curé de village, Comédie-Française (Paris)
- 1911 : L'Illustre Gaudissart, théâtre Marigny (Paris)
- 1912 : La Mye du Roy ou Agnès Dame galante, d’après Les Cent Contes drolatiques, Théâtre des Bouffes-Parisiens
- 1913 : Les Risettes jaunes, d’après Petites misères de la vie conjugale, Théâtre municipal (Tours)
- 1913 : Eugénie Grandet, Théâtre des Arts (Paris)
- 1922 : Vautrin, d’Émile Guiraud, Comédie-Française
- 1927 : La Rabouilleuse, théâtre de La Chaume (Issoudun-en-Berry)
- 1930 : Les Chouans, théâtre municipal (Fougères)
- 1936 : La Rabouilleuse, Comédie-Française (Paris)
- 1943 : Le Château de la Bretèche, d’après La Grande Bretèche, opéra de Nice
- 1943 : pour le centenaire de La Comédie humaine, Émile Fabre met en scène : Vidocq chez Balzac, avec André Brunot dans le rôle du romancier.
- 1976 : La Duchesse de Langeais, festival national du Bellac
- 1977 : Peines de cœur d'une chatte anglaise, d’après la nouvelle d’Honoré de Balzac, adaptation de Geneviève Serreau. Par le groupe TSE. Mise en scène Alfredo Arias, théâtre Gérard-Philipe  de Saint-Denis (Seine-Saint-Denis) et 1978 au théâtre Montparnasse
- 1978 : Le Père Goriot, Théâtre populaire jurassien
- 1990 : La Peau de chagrin, théâtre du Berry (Paris)
- 1990 : La Femme abandonnée, Dix-Huit Théâtre (Paris)
- 1990 : Mémoires de deux jeunes mariées, Théâtre de la Cité internationale (Paris)
- 1991 : Un drame au bord de la mer, Collectif Théâtral du Hainaut (Denain)
- 1992 : Physiologie du mariage, conférence de philosophie éclectique sur le bonheur et le malheur conjugal, Au Moulin à Paroles (Avignon)
- 1992 : Ma Chère Biche, d’après Mémoires de deux jeunes mariées, Théâtre du Tourtour (Paris)
- 1993 : La Muse du département, Maison de Balzac (Paris)
- 1994 : Mémoires de deux jeunes mariées, Maison de Balzac (Paris)
- 1994 : Louis Lambert, centre Mandapa (Paris)
- 1995-1996 : Mémoires de deux jeunes mariées, tournée en Belgique
- 1996 : Eugénie Grandet, café-théâtre du Bec Fin (Paris)
- 1996 : Conversations entre onze heures et minuit, L’Arène (Combs-la-Ville)
- 1996 : Conversations entre onze heures et minuit, MC93 Bobigny
- 1996-1997 : Mémoires de deux jeunes mariées, tournée en France
- 1998 : Eugénie Grandet ou l’Histoire d’une vie immobile, Maison de Balzac (Paris)
- 1999 : Les Cent Contes drolatiques, Cour du Cloître (Vendôme)
- 1999 : Les Cent Contes drolatiques, Le Lucernaire (Paris)
- 1999 : Les Cent Contes drolatiques, maison de la Devinière (Chinon)
- 1999 : Mémoires de deux jeunes mariées, théâtre Berthelot (Montreuil)
- 1999 : Mémoires de deux jeunes mariées, Maison de Balzac (Paris)
- 2000 : Le Colonel Chabert, Parc de la Cité de l’Or (Saint-Amand)
- 2003 : Mémoires de deux jeunes mariées, théâtre de la Pépinière-Opéra (Paris)
- 2003 : La Cousine Bette, Le Prométhéâtre (Tours)
- 2007 : La Peau de chagrin (sous le titre Le Talisman), Balzac-Beethoven, théâtre de la Madeleine (Paris), avec Jean-François Balmer
- 2010 : Séraphîta, au théâtre de l'Île-Saint-Louis (Paris), mise en scène par Ouriel Zohar[2], à Bruxelles, en Grèce et en République du Congo
- 2020 : Illusions Perdues de Pauline Bayle